# Sandra Roelofs

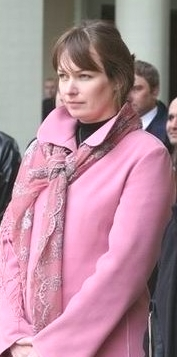
Sandra Roelofs (2007)

Sandra Elisabeth Roelofs, gruz. სანდრა რულოფსი (ur. 23 grudnia 1968 w Terneuzen) – holenderska filolog i działaczka społeczna, żona Micheila Saakaszwilego, od 2004 do 2013 pierwsza dama Gruzji.

## Życiorys
Ukończyła Instytut Języków Obcych w Brukseli, naukę kontynuowała w Międzynarodowym Instytucie Praw Człowieka w Strasburgu, gdzie w 1993 poznała Micheila Saakaszwilego. Po wyjeździe do USA w tym samym roku wykładała na Columbia University w Nowym Jorku, pracowała również w holenderskim przedsiębiorstwie.
W 1996 przyjechała wraz z mężem do Gruzji, gdzie zaangażowała się w działalność Międzynarodowego Komitetu Czerwonego Krzyża. Pracowała również w konsulacie Królestwa Niderlandów w Tbilisi. 
Od 1999 do 2003 wykładała na Uniwersytecie Państwowym w Tbilisi, gdzie pracowała również nad doktoratem na temat języka francuskiego w Belgii. 
Oprócz języka niderlandzkiego mówi płynnie w językach: angielskim, francuskim i niemieckim, zna język rosyjski i gruziński, opanowała także podstawy języka megrelskiego. W 2005 opublikowała autobiograficzną książkę The Story of an Idealist, która w 2010 ukazała się w języku polskim pod tytułem Historia idealistki wraz z płytą CD z nagraniami muzycznymi.
Jako pierwsza dama zaangażowana jest w działalność charytatywną, w 1998 założyła fundację SOCO, która zajmuje się pomocą rodzinom wielodzietnym i żyjącym poniżej granicy ubóstwa. 
W styczniu 2008 została oficjalnie obywatelką Gruzji. W 2015 zrzekła się obywatelstwa gruzińskiego na rzecz ukraińskiego.
Wraz z mężem ma dwóch synów: Eduarda i Nikoloza.
W 2015 została odznaczona Krzyżem Komandorskim Orderu Zasługi Rzeczypospolitej Polskiej.